# Incidentul OZN de la Roswell
În incidentul OZN de la Roswell se presupune că s-au recuperat resturi extraterestre, inclusiv cadavre străine, de la un obiect neidentificat care s-a prăbușit în apropiere de Roswell, sediul comitatului Chaves, statul New Mexico, SUA, în iunie sau iulie 1947. De la sfârșitul anilor 1970, incidentul a fost obiectul unor controverse intense și obiectul unor teorii ale conspirației cu privire la natura reală a obiectului care s-a prăbușit.
Armata Statelor Unite ale Americii, United States Army, susține că ceea ce s-a întâmplat a fost doar recuperarea resturilor unui balon experimental de supraveghere la mare altitudine care aparținea unui program secret numit Mogul; cu toate acestea, mulți susținători ai OZN-urilor spun că, de fapt, o navă extraterestră s-a prăbușit și câteva cadavre au fost recuperate și că apoi militarii au început o operațiune de mușamalizare. Incidentul s-a transformat într-un fenomen foarte cunoscut în cultura populară, ceea ce face ca numele Roswell să fie sinonim cu OZN-urile. Este pe primul loc ca fiind unul dintre incidentele cele mai mediatizate și controversate despre un presupus OZN.

## Contextul
În data de 8 iulie 1947, Roswell Army Air Field (RAAF), biroul de informații publice din Roswell, New Mexico, a emis un comunicat de presă în care precizează că personalul din compania 509th Bomb Group a recuperat o farfurie zburătoare prăbușită în apropiere de o fermă din Roswell, ceea ce a mărit interesul mass-mediei pentru acest subiect. În ziua următoare, presa a raportat că cel ce era comandant general al Air Force, a afirmat că, de fapt, un balon cu radar de urmărire a fost recuperat de către personalul RAAF și nu un disc zburător Ulterior a avut loc o conferință de presă care a confirmat că a fost un balon meteorologic.

## Documente date publicității
Potrivit Daily Mail, în 2011, FBI a publicat mii de documente pe site-ul lor oficial. Unul din documente, semnat de agentul FBI Guy Hottel, spune că un investigator al Air Force a declarat că trei farfurii zburătoare au fost recuperate în New Mexico.